# Gąska jasna

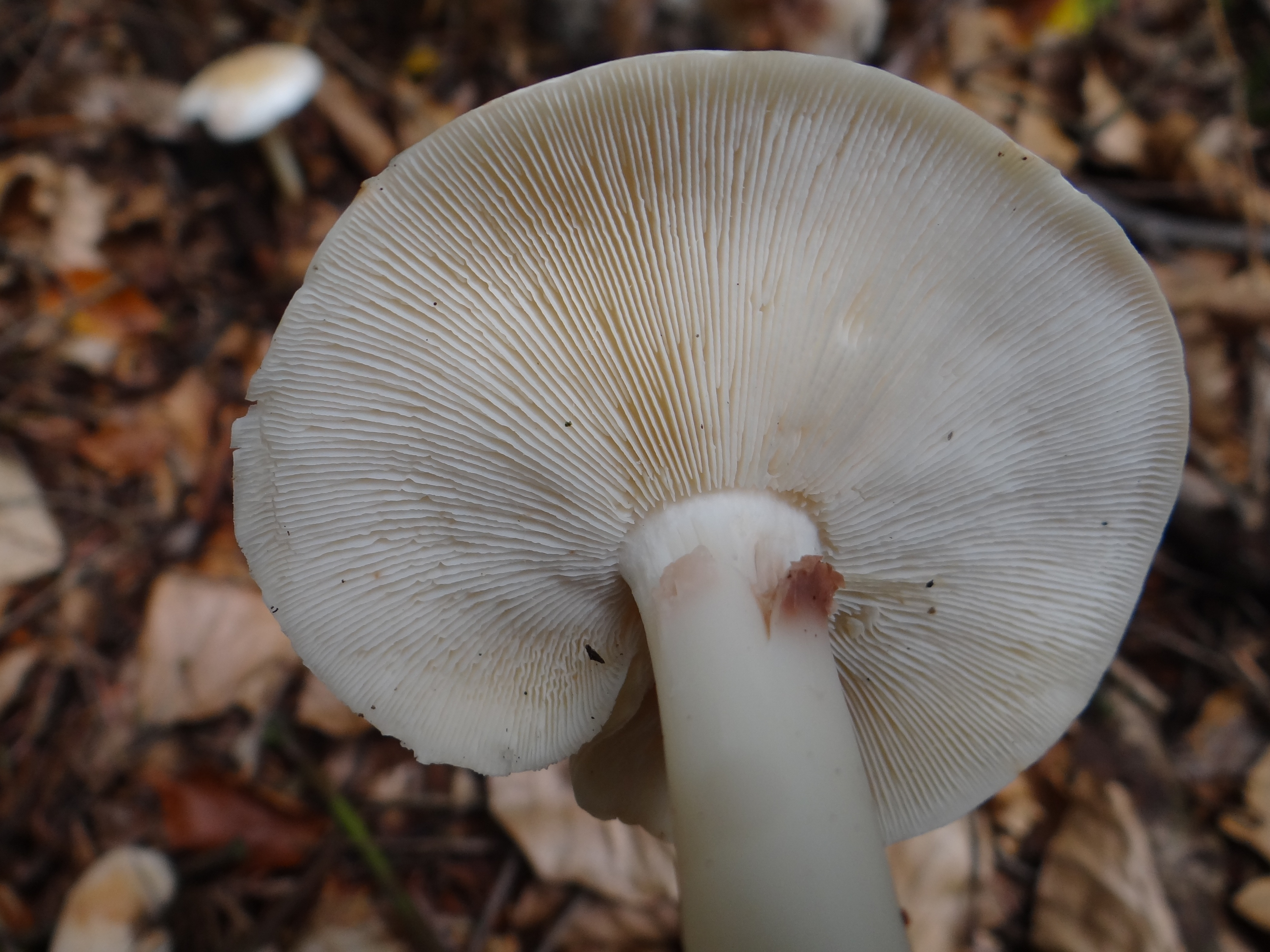

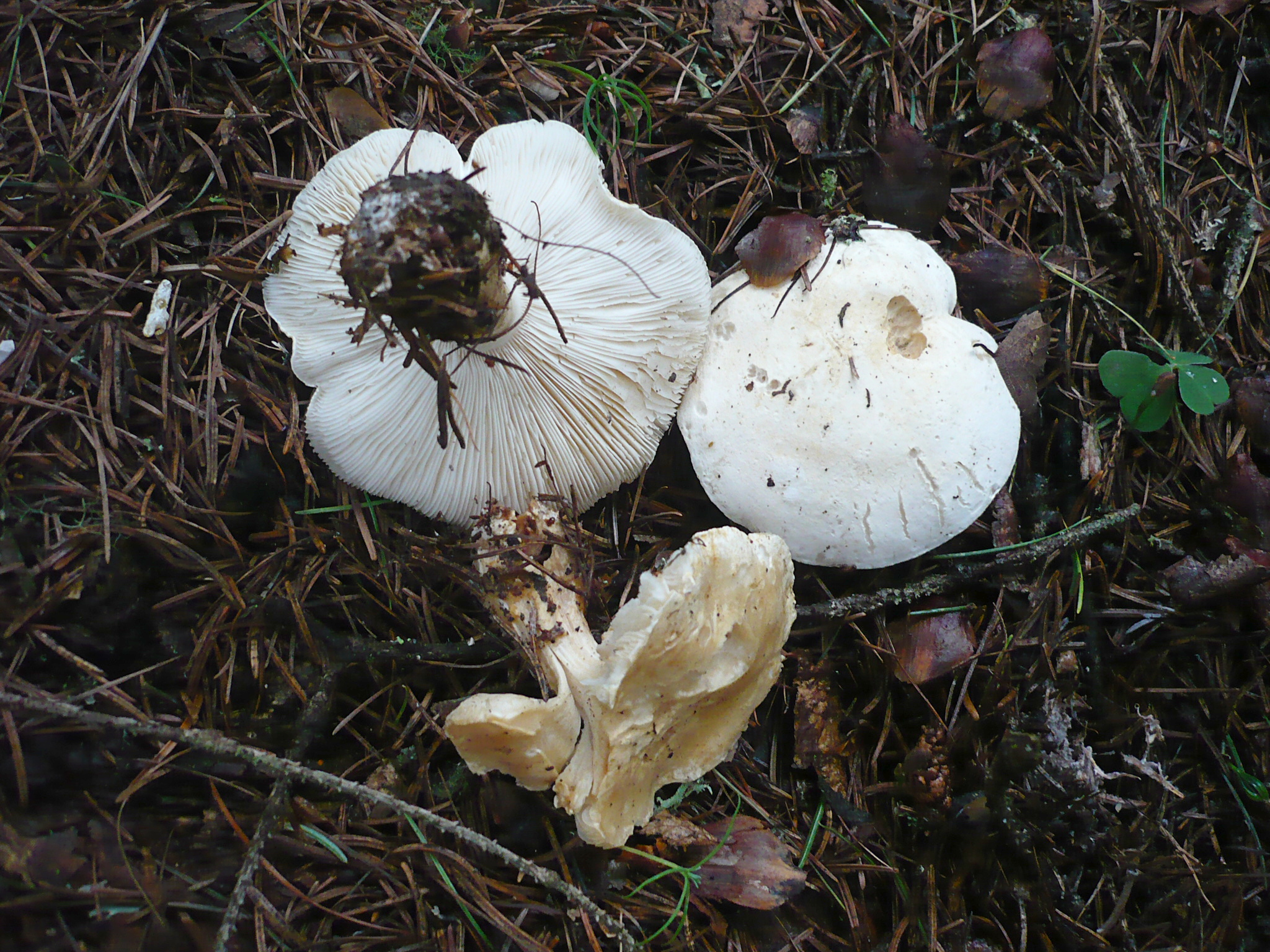

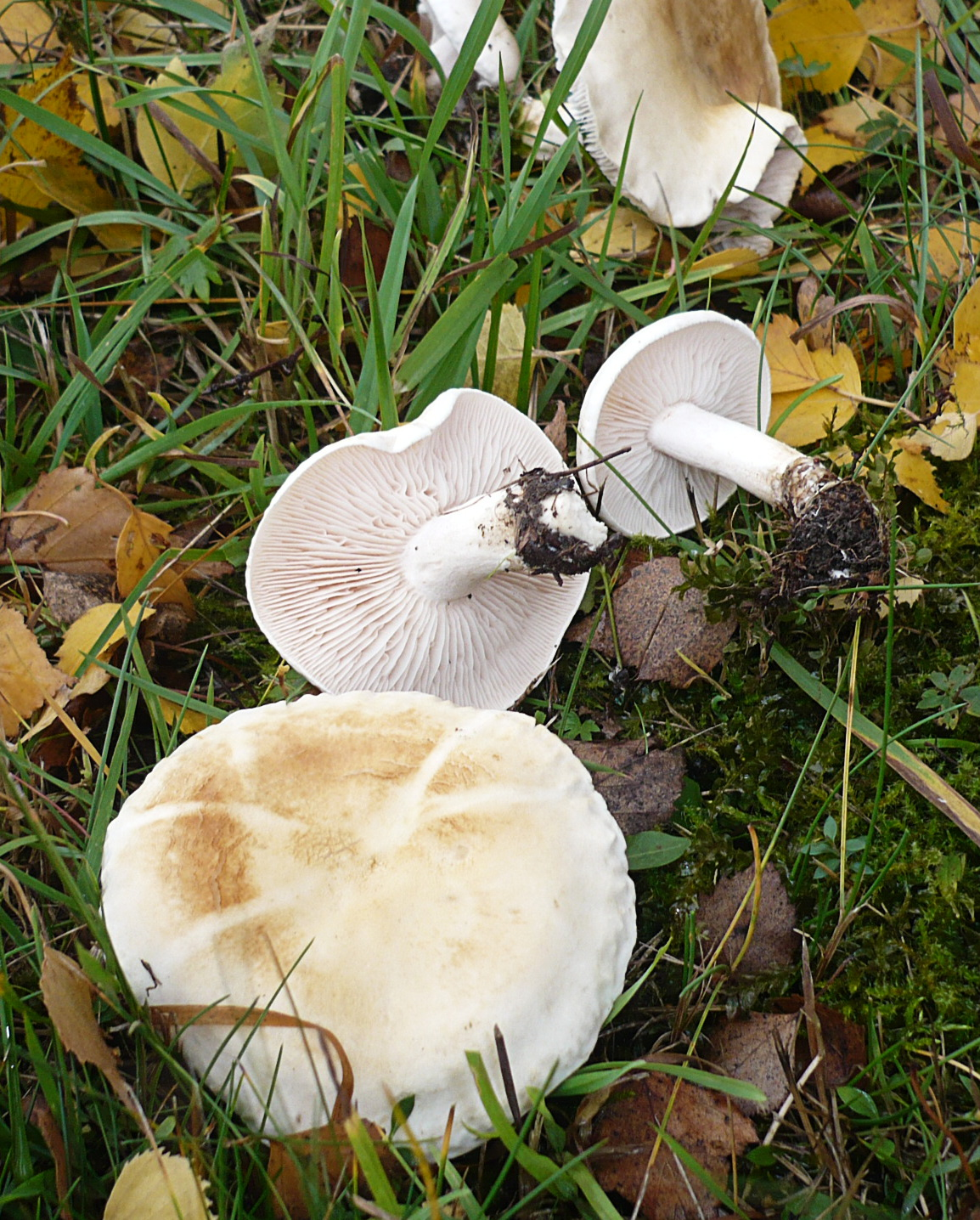

Gąska jasna (Tricholoma stiparophyllum (N. Lund) P. Karst.) – gatunek grzybów należący do rodziny gąskowatych (Tricholomataceae).

## Systematyka i nazewnictwo
Pozycja w klasyfikacji według Index Fungorum: Tricholoma, Tricholomataceae, Agaricales, Agaricomycetidae, Agaricomycetes, Agaricomycotina, Basidiomycota, Fungi.
Po raz pierwszy takson ten zdiagnozował w 1845 r. Nicolai Lund nadając mu nazwę Agaricus stiparophyllus. Obecną nazwę, uznaną przez Index Fungorum, nadał mu w 1879 r. Petter Karsten, przenosząc go do rodzaju Tricholoma. 
Synonimy:
- Agaricus stiparophyllus N. Lund 1845
- Tricholoma pseudoalbum Bon 1970
- Tricholoma pseudoalbum Bon 1970, var. pseudoalbum

Nazwę polską zaproponował Władysław Wojewoda w 2003 r.

## Morfologia
Kapelusz
Średnica od 5 do 12 cm, młody – półkulisty lub stożkowaty, później płaski lub wygięty, zazwyczaj z tępym garbem. Starsze okazy często mają pofalowany kapelusz. Brzeg ostry, często żeberkowany. Powierzchnia gładka, matowa, u młodych owocników biała, potem ciemniejsza – od kremowej do żółtobrązowej z pomarańczowym odcieniem. Często występują ochrowe lub brązowe plamy. Środek kapelusza ciemniejszy.
Blaszki
Szerokie, przyrośnięte ząbkiem, gęste. Liczba kompletnych blaszek wynosi 60-120, pomiędzy nimi są międzyblaszki (1-3). Początkowo są białawe, potem ciemniejsze – mają barwę od kremowej do jasnoochrowej. Ostrza gładkie.
Trzon
Wysokość od 6 do 11 cm, grubość  1-1,5 cm, pełny, walcowaty, u podstawy pogrubiony. Powierzchnia gładka, podłużnie włóknista, biaława. W górnej części jest płatkowaty. Uciśnięty zmienia barwę na brudnobrązową.
Miąższ
Mięsisty, cienki, biały. Smak nieprzyjemny; w pierwszej chwili gorzki, po pewnym czasie ostry. Zapach podobny do zapachu mydła lub mieszaniny kwiatów z chemikaliami.
Cechy mikroskopowe;
Wysyp zarodników biały. Zarodniki, szeroko elipsoidalne, podłużne, o średnicy 5–7 × 3,4–4,5 μm. Posiadają dość dużą wnękę.  Podstawki o rozmiarze 26–32 × 5–7 μm, 4-zarodnikowe. W hymenium brak cystyd. Strzępki w skórce kapelusza o szerokości  2,5–7 μm, cylindryczne, z maczugowatymi sprzążkami o rozmiarach 20–45 × 3,5–9 μm. W strzępkach skórki występuje blady pigment. Strzępki tramy blaszek złożone z elementów o rozmiarach  18–45 × 3–11 μm. Strzępki skórki trzonu mają szerokość   2,5–6 μm. Na trzonie występują rozproszone kaulocystydy. Są cylindryczne, proste lub nieregularnego kształtu, mają bezbarwne ściany i rozmiar  15–35 × 3–5 μm. Sprzążki występują rzadko.

## Występowanie i siedlisko
Opisano występowanie tego gatunku tylko w Europie. Jest tutaj szeroko rozprzestrzeniona, występuje od Morza Śródziemnego aż po 64° szerokości geograficznej na Półwyspie Skandynawskim. Jest dość częsta, a miejscami częsta. Na terenie Polski w piśmiennictwie naukowym do 2003 r. podano tylko 2 stanowiska. Rozprzestrzenienie i częstość występowania tego gatunku w Polsce nie są dokładniej znane, wymagają badań. Według niektórych internetowych atlasów grzybów jest to jednak gatunek w Polsce częsty.
Owocniki wytwarza od sierpnia do listopada. Rośnie na ziemi w lasach i na ich obrzeżach, na łąkach, w zaroślach, najczęściej pod brzozami i dębami, ale także pod świerkami i topolami.

## Znaczenie
Grzyb mikoryzowy. Jest niejadalny.

## Gatunki podobne
Jest kilka podobnych gatunków gąsek o białawym kapeluszu:
- gąska biaława (Tricholoma album). Jest mniejsza i ma rzadsze blaszki (liczba blaszek kompletnych wynosi 50-60). Brzeg kapelusza nie jest karbowany. Rośnie na kwaśnych glebach[5]
- gąska śmierdząca (Tricholoma lascivum) ma bardziej szarożółtawy odcień kapelusza, wyraźnie większe zarodniki i występuje głównie pod bukami[4]
- gąska karbowana (Tricholoma acerbum). Kapelusz jest karbowany[4]
- trująca gąska nieprzyjemna (Tricholoma inamoenum). Ma nieprzyjemny zapach gazu świetlnego i rośnie w lasach iglastych[5].